# Парк Боске-дель-Аделантадо

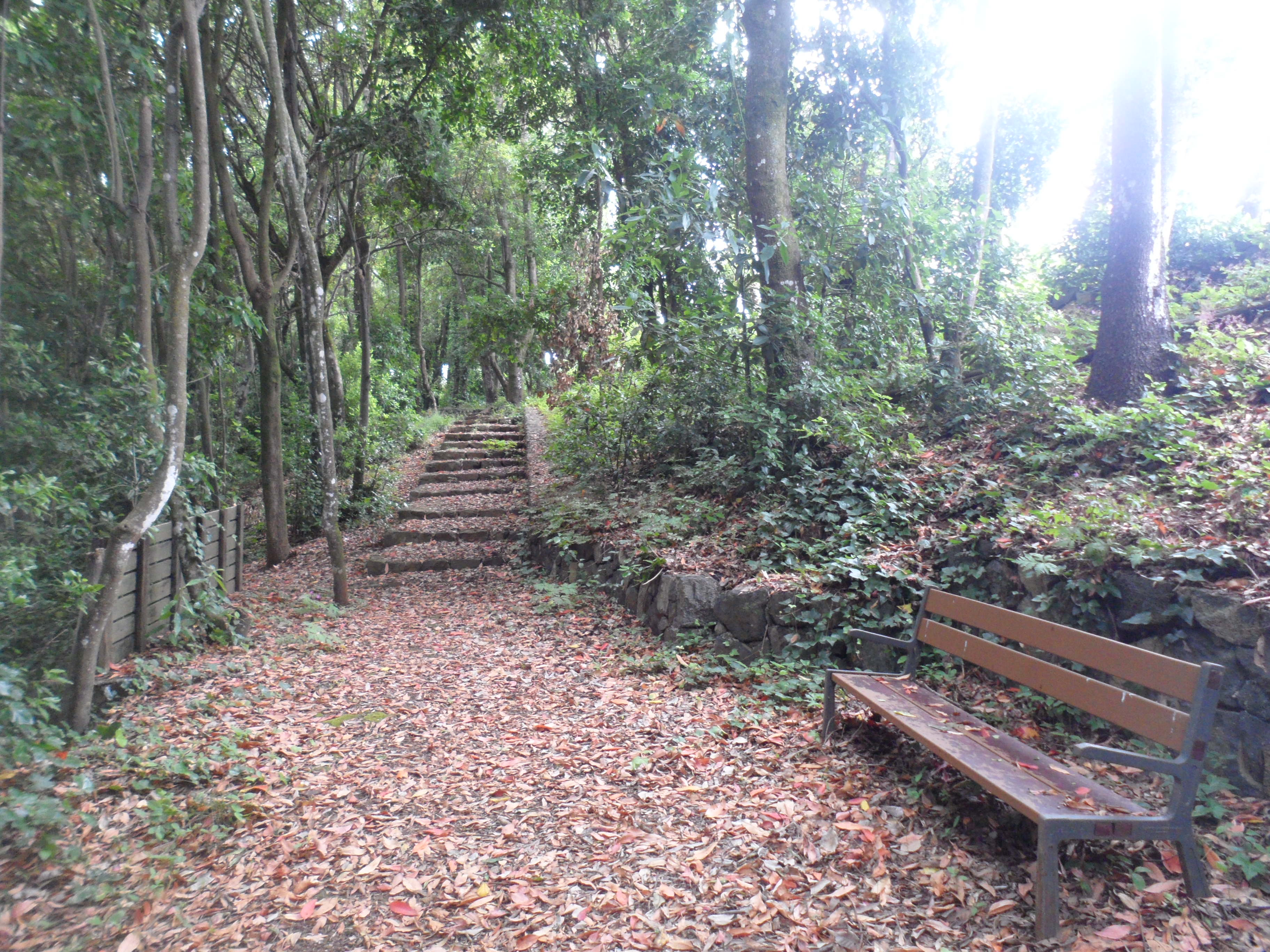

Парк Боске-дель-Аделантадо (исп. El Bosque del Adelantado) — природная территория, расположенная недалеко от центра города Ла-Эсперанса (Тенерифе). Занимает площадь 25 397 кв.м. Находится на высоте 860 м над уровнем моря.

## Растительность
Там растут виды растений Laurus azorica, erica arborea, persea indica, canarina canariensis и geranium canariense.